# Макнейр, Винифред
Винифред Макнейр (англ. Winifred McNair; урождённая Винифред Маргарет Слокок (англ. Winifred Margaret Slocock), 9 августа 1877 — 28 марта 1954) ― теннисистка из Великобритании. Прежде всего известна тем, что она завоевала золотую медаль в женском парном разряде (совместно Кэтлин Маккейн) на Олимпийских играх 1920 года в Антверпене, Бельгия. Также между 1906 и 1925 годами Макнейр участвовала в 15 чемпионатах Уимблдонского турнира. Лучшим её выступлением на Уимблдоне было соревнование 1913 года, когда она вышла в финал открытого чемпионата и выиграла титул чемпиона в парном разряде совместно с Дорой Бутби.
В 1908 году Винифред вышла замуж за Родерика Макнейра, который также был теннисистом.

## Финалы Большого Шлема

### Одиночный зачёт
| Результат    | Год  | Чемпионат | Поверхность | Оппонент                | Счёт     |
| ------------ | ---- | --------- | ----------- | ----------------------- | -------- |
| Второе место | 1913 | Уимблдон  | Трава       | Доротея Ламберт Чемберс | 0-6, 4-6 |

### Парный зачёт
| Результат    | Год  | Чемпионат           | Поверхность | Партнёр    | Оппоненты                                     | Счёт     |
| ------------ | ---- | ------------------- | ----------- | ---------- | --------------------------------------------- | -------- |
| Первое место | 1913 | Уимблдонский турнир | Трава       | Дора Бутби | Шарлотта Купер-Стерри Доротея Ламберт Чемберс | 4-6, 2-4 |